# كريس لوسون
كريس لوسون (بالإنجليزية: Chris Lawson)‏ هو كاتب أسترالي، ولد في 1966 في ملبورن في أستراليا.